# Die Insel Tulipatan
Die Insel Tulipatan (Originaltitel: „L’île de Tulipatan“) ist eine französische Operette in einem Akt von Jacques Offenbach nach einem Libretto von Henri Charles Chivot und Alfred Duru. Das Werk erlebte seine Uraufführung am 30. September 1868 in Offenbachs eigenem Théâtre des Bouffes-Parisiens in Paris.
Wegen ihrer Kürze wird die Operette Insel Tulipatan häufig mit anderen Einaktern an einem Abend gegeben.

## Handlung
Vorgeschichte:
Sehnlichst wünschte sich Herzog Cacatois XXII. einen Thronerben, er hatte bereits zwei Töchter. Als die Herzogin das dritte Mal schwanger wurde und die Geburt bevorstand, war Herzog Cacatois XXII im Ausland. Aus Furcht vor seinem enttäuschten Zorn gab man sein drittes Kind, wiederum ein Mädchen, als Knaben aus. Théodorine, die Gattin des Großseneschallen Romboidal, schenkte einem Knaben das Leben. In panischer Angst vor Militärdienst und Krieg ließ die Mutter ihren Sohn als Mädchen Hermosa aufwachsen, der Vater war unterdessen im Krieg.
Haupthandlung:
Da die Insel Tulipatan sehr klein ist, lernen sich im Laufe ihres Lebens Hermosa und Alexis kennen. Hermosa („die wilde Hummel“) und Alexis, die beide konträr – eben in ihrem tatsächlichen physischen Geschlecht – fühlen, verlieben sich ineinander. Die Eltern sind aus unterschiedlichen Gründen entsetzt: Der Großseneschall weiß, dass Alexis ein Mädchen ist, Théodorine weiß, dass Hermosa ein Junge ist. Beide fürchten im Fall einer Beziehung der Kinder eine „gleichgeschlechtliche“ Verbindung, die ihnen „unmöglich“ erscheint. Um das zu verhindern, wird jedem Kind einzeln und nacheinander das Geheimnis des Geschlechtertauschs offenbart. Hermosa erfährt zufällig von diesem „Geheimnis“ ihres Freundes Alexis und sagt, es würde sie nicht stören, dass er ein Mädchen sei (dies wird bei Offenbach in einem turbulenten Duett zwischen Vater und Tochter ausmusiziert, in dem völlig unerwartet das Pathos der Grand opéra "La Juive" von Halévy zitiert und parodiert wird). Sie heiratet ihn dennoch. Die Eltern, die jeweils nur die halbe geschlechtliche Wahrheit über ihre Kinder wissen, sind entsetzt über das unkonventionelle Verhalten der Sprösslinge und versuchen mit allen Mitteln, eine Hochzeit zu verhindern. Die beiden Kinder eilen dennoch in die Kapelle, enthüllen einander ihre wahre Geschlechts-Zugehörigkeit und lassen sich unter dem Beifall der Untertanen trauen. Erst als auch Alexis offiziell zu Alexandra mutiert, beruhigen sich die Gemüter, bleibt doch allen Beteiligten eine noch größere „Emanzipation“ erspart. Zur allgemeinen Verwunderung ist der Herzog sehr gefasst, als er erfahren muss, dass er wieder keinen Thronerben hat. Er sieht darin einen Grund nochmals zu heiraten, um endlich einen männlichen Thronerben zu zeugen.

## Orchester
Zwei Flöten, zwei Oboen, zwei Klarinetten, zwei Fagotte, vier Hörner, zwei Trompeten, drei Posaunen, Schlagzeug und Streicher.

## Aufführungsdaten
Kurt Gänzl zählt die Aufführungsdaten von Tulipatan in seinem Buch Encyclopaedia of the Musical Theatre (2001) auf:
„Auf dem europäischen Kontinent hat L'Île de Tulipatan im Laufe der Jahre viele Revivals erlebt, u. a. am Wiener Carltheater in einer Franz-Steiner-Produktion (24. Januar 1889) mit Karl Streitmann (Hermosa), Wilhelm Knaack (Romboïdal) und Frl. Seebold (Alexis). Das Stück wurde 1917 an der Berliner Oper gegeben, 1918 an der Wiener Staatsoper. In Ungarn spielte man es 1891 unter dem Titel XII Cactus, aber scheinbar in der gleichen Follinusz-Übersetzung, die man 20 Jahre zuvor in Arad benutzt hatte. In Paris wurde es in jüngerer Vergangenheit 1982 beim Festival du Marais gespielt, anschließend im Théâtre de la Gaîté-Montparnasse mit Christian Pernot, Kay Fender und Pierre Jacquemont.“
Bei den Erstaufführungen zählt Gänzl auf: „Deutschland: Friedrich-Wilhelmstädtisches Theater, 21. Juli 1869; Österreich: Carltheater, 5. Mai 1869; Großbritannien: Theatre Royal, Leeds als King Kokatoo, or Who is who and which is which? 4. März 1872; Opera Comique, London als Kissi-Kissi, 12. Juli 1873; Ungarn: Arad 1869; Australien: St George's Hall, Melbourne als Alexis, 3. Juni 1886.“

## Cross-Dressing in Insel Tulipatan
Das Besondere bei Die Insel Tulipatan ist, dass das Cross-Dressing hier in beide Richtungen geht (also Mann als Frau, Frau als Mann) und im Stück direkt thematisiert wird, im Gegensatz zur Rolle des Orest in Offenbachs Die schöne Helena, beispielsweise, der einfach nur eine mit einer Frau besetzte Männerrolle ist, was aber nicht im Libretto diskutiert wird.
Kevin Clarke schreibt in der Einleitung zum Buch Glitter & Be Gay: Die authentische Operette und ihre schwulen Verehrer unter der Überschrift „Homosexualität und Operette?“: „Auch wenn Hetero-Herren im Publikum Anfang des 20. Jahrhunderts auf der Bühne (sowie im Foyer) primäre Hetero-Sex offeriert wurde […] kam in der sexuell befreiten Welt der Operette immer wieder Homoerotik vor.“ Zuerst trat diese Homoerotik nur als Witz auf, wie in der Die Insel Tulipatan, dann versteckt in den Operetten von Franz von Suppè und Johann Strauß mit ihren Damen in zweideutigen Hosenrollen.
Hans-Dieter Roser schreibt in seinem Artikel Chacun à son goût: Cross-Dressing in der Wiener Operette 1860–1936, ebenfalls in Glitter & Be Gay: „Das Jahrhundert der Aufklärung war […] die am stärksten feminisierte Epoche vor unserer Gegenwart, was sich unter anderem in einem Hang zum Transvestismus äußerte […] Ein gewaltiger Schritt, wenn man bedenkt, dass im Mittelalter die Veränderung des sozialen Geschlechts noch als Sünde und Verbrechen bezeichnet wurde. Bei den adeligen Maskeraden im Wien des 18. Jahrhunderts traten die Herren dagegen gern in Damenkleidung auf, die Damen in Hosen […]. Der Kleidertausch war Klamotte. Und diese wurde auch gern in der Operette verwendet.“

## Erfolg durch Darstellung von Homosexualität
Frivoler Extremklamauk fanden die Wiener in der mit Kittel- und Hosenrolle besetzten Offenbach'schen Bouffonerie L'Île de Tulipatan, die 1869 am Wiener Carl-Theater deutlich freundlicher aufgenommen wurde als Offenbachs Einakter Mesdames de la Halle, in dem er die liebeshungrigen Pariser Marktfrauen von männlichen Schauspielern darstellen lässt, als dreiste Verspottung eines bestimmten Typus Frau. Dass L'Île de Tulipatan von den Wienern so gut aufgenommen wurde erstaunt, denn hier geht es nicht nur um sentimentale Liebe und Herzschmerz (das auch), sondern man hat es hier mit der thematisch ersten schwullesbischen Operette überhaupt zu tun.
Hans-Dieter Roser schreibt: „Auch für die Insel Tulipatan war bei der Wiener Erstaufführung am 5. Mai 1869 die schauspielerische Crème des Carl-Theaters unter der persönlichen Leitung Offenbachs aufgeboten. Schon am nächsten Tag konnte man in der Presse (Neues Fremden-Blatt Wien, 6. Mai 1869) lesen: Tulipatan ist vielleicht nicht die musikalisch gelungenste, aber unstreitig die lustigste Operette, die Offenbach komponierte, und besitzt zugleich das amüsanteste Libretto, das dem launigen (Übersetzer Julius) Hopp gelungen ist […] König Kaktus hat einen Sohn, der eine Tochter, und Minister Fikus eine Tochter, die ein Sohn ist. Daraus ergeben sich eine Reihe hochkomischer und frivoler Situationen, die Komponist wie Librettist vortrefflich auszubeuten wußten.“
Mit diesen Erfolgen konnte die französische Operette in Wien Fuß fassen und lokale Komponisten reizte ebenfalls das frivole Spiel mit Geschlechtern. Besonders interessant war es, besonders attraktive Frauen in Hosenrollen auf die Bühne zu bringen, also die Umkehrung der Kittel-Situation. Der Zauber im Cross-Dressing bestand darin, dass natürlich in einer Zeit, in der Frauen vom Hals bis zum Zeh verpackt waren, Damenbein zeigten, aber auch darin, ein quasi anderes Geschlecht durchklingen zu lassen und synthetisch ein „drittes Geschlecht“ zu schaffen – androgyn, reizvoll und vor allem emanzipiert. Auch ermöglichten solche Hosenrollen erstmals eine musikalische klangliche Seligkeit in den Duetten mit den „echten“ Damen auf der Bühne.
Indem Frauen als Männer auftreten, setzen sie sich meist sehr emanzipiert in Szene und benehmen sich ganz und gar nicht so, wie gesellschaftliche Normen das damals von Frauen erwartet haben. In Tulipatan ist das einen Schritt weiter gedreht, indem Hermosa sich als Frau nicht an Verhaltenskonventionen halten will, jagen geht usw. und damit ihre Eltern in die Verzweiflung treibt, während Alexis sich als Prinz nicht männlich genug benimmt. Diese ganze Thematik – Gender als gesellschaftliche Konstruktion – greift die Schriften von Judith Butler um über 100 Jahre voraus und Tulipatan dekonstruiert, wie Butler, Normen und Konventionen.

## Musikstücke
- Ouvertüre
- Dialog
- Vivat, die Freude! Es lebe der Scherz (Romboidal, Chor)
- Dialog
- Er lebe hoch tausend jahr' – Es ist' ne Ente, Zeitungsente (Cacatois, Chor) – Enten-Couplet
- Dieser Tag ist ein herrlicher Tag – Ach, mein Freund ist entfloh'n (Romboidal, Cacatois, Alexis, Chor)
- Wär' ich vom männlichen Geschlechte (Hermosa, Alexis)
- Ich hole jetzt den feurig-gold'nen Wein (Théodorine, Romboidal, Hermosa)
- Du kennst jetzt meine grossen Leiden (Romboidal, Hermosa)
- Sie sind's? – Ich bin's (Alexis, Hermosa)
- Barcarole (Romboidal, Théodorine, Cacatois, Chor)
- Dialog und Melodram
- Finale: In des Lebens Gondel (Cacatois, Romboidal, Théodorine, Alexis, Hermosa, Chor)